# Tapioca
Pour les articles homonymes, voir Tapioca (homonymie).

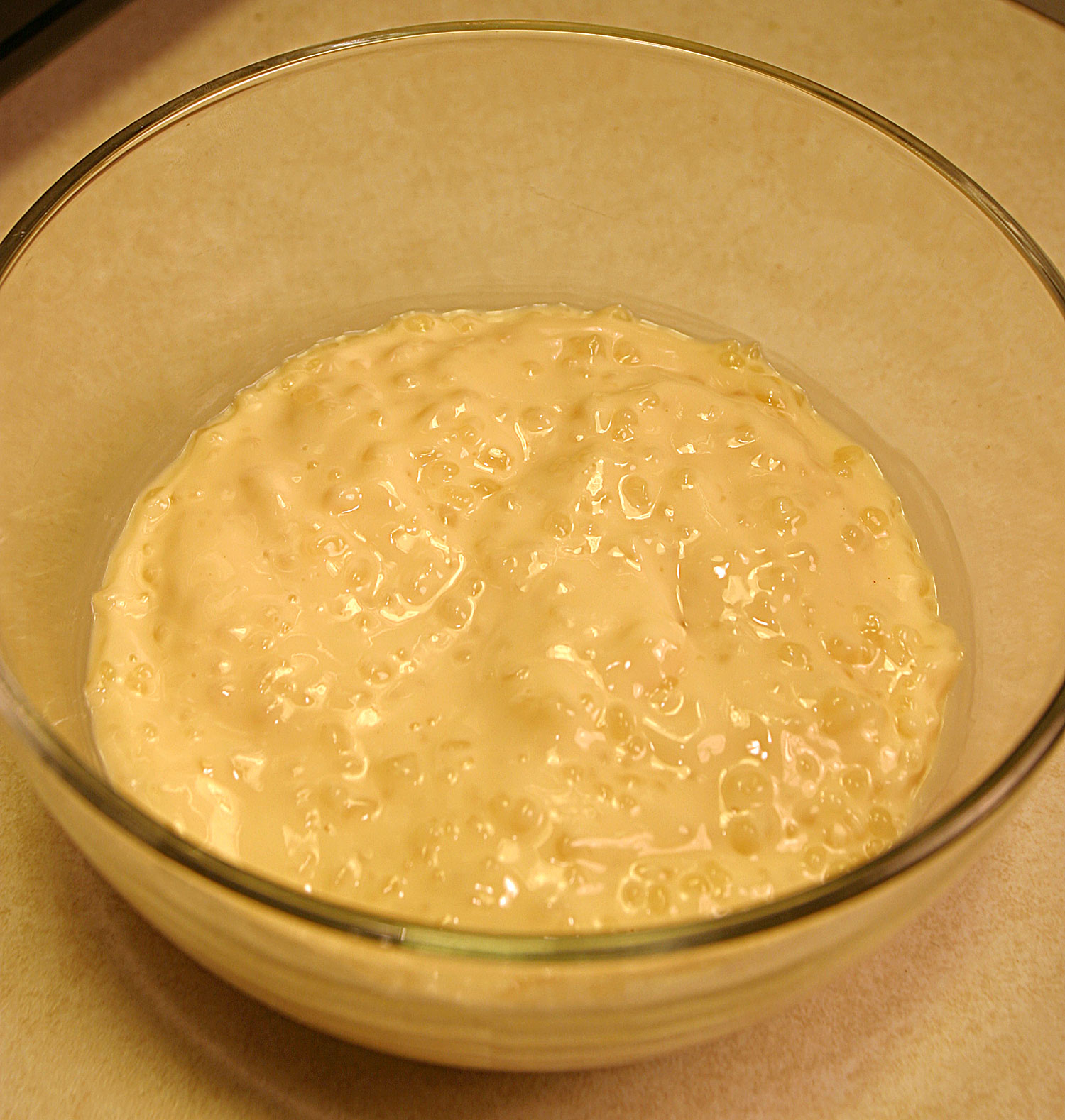
Pudding au tapioca.

Le tapioca est une fécule issue des racines du manioc amer (toxique avant traitement) séchées puis traitées. Constitué d'amidon, son goût est neutre. Le tapioca ordinaire se présente sous forme de grains irréguliers d'environ 3 mm.
Il est utilisé notamment comme épaississant pour les soupes et les desserts. Le tapioca gonfle à température ambiante.

## Étymologie
Le mot, emprunté au portugais, vient du tupi et du guarani (langues indigènes d'Amérique du Sud), de tipi « résidu », et de ok « pressé »,.

## Histoire
Le manioc, cultivé par les populations locales, fut découvert par les premiers Européens en 1500, quand le navigateur portugais Pedro Álvares Cabral accoste au Brésil avec ses hommes.
Les premières mentions précises du manioc sont faites par Jean de Léry qui aborde les côtes du Brésil en 1557, et, à court de provisions, troque des objets manufacturés contre des vivres dont de la farine de manioc. De retour en France, Léry publie à La Rochelle le récit de son voyage (Histoire d'un voyage fait en la terre du Brésil, autrement dit Amérique) dans lequel il fait mention de la racine de manioc. Plus tard, une description scientifique en est faite par Willem Piso dans son ouvrage Historia naturalis Brasiliae, publié en 1648 à Amsterdam.
La fabrication du tapioca est attestée pour la première fois dans un livre de John Nieuhoff, qui réside au Brésil entre 1640 et 1649 : il parle de la fabrication d'une sorte de gâteau fait de farine de manioc nommé tipiacica.

### En France

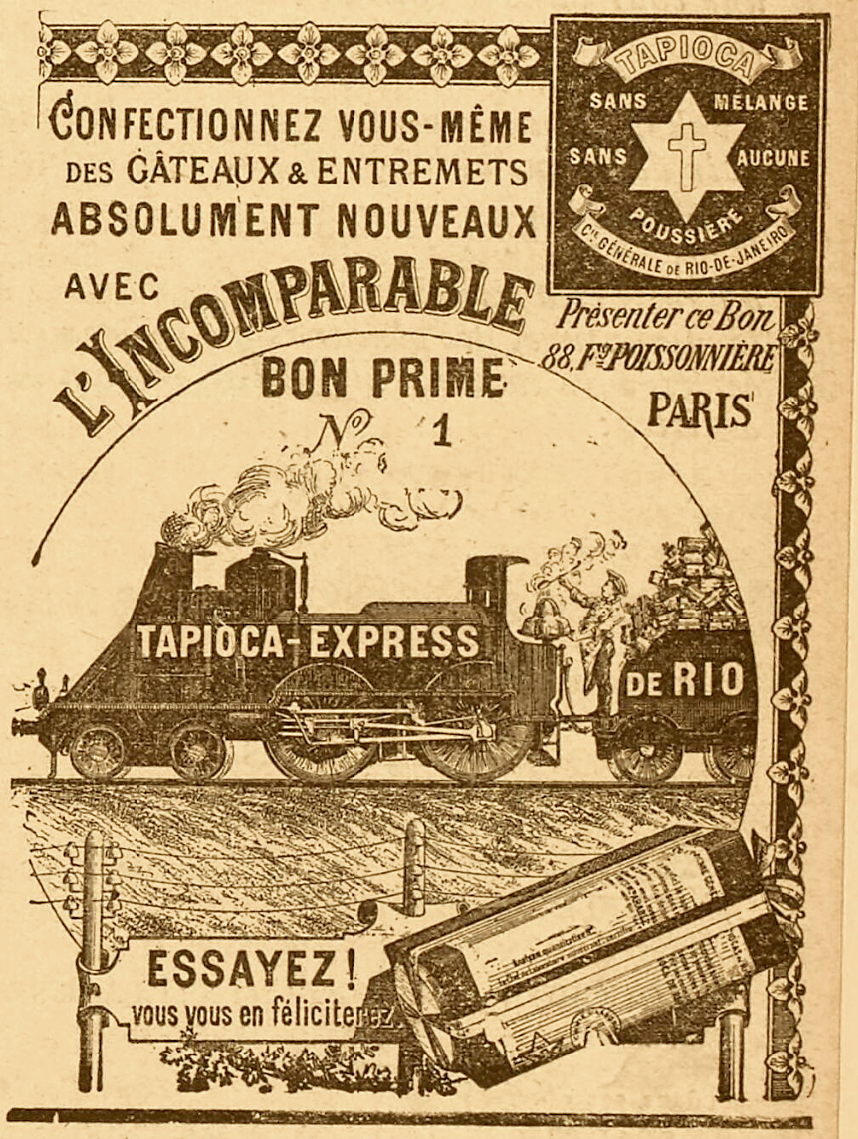
Tapioca-Express de Rio, réclame publiée dans un journal français en 1895.

La commercialisation du tapioca en France est le fait de Thomas Groult, propriétaire du Bazar des Pâtes. En 1837, il acquiert des bâtiments à Vitry-sur-Seine, où se fera la fabrication du tapioca avec de la farine de manioc importée d'abord des Antilles, puis du Brésil. La fabrication et la vente du tapioca feront la renommée et la fortune de la famille Groult, qui fondera en 1967 la société Tipiak en s'associant à la maison Billard.

### En Thaïlande
La transformation du tapioca est considérée comme l'un des plus grands secteurs industriels de transformation alimentaire en Thaïlande. Cependant, la croissance de l'industrie de l'amidon de tapioca a entraîné une forte pollution de l'eau, car elle produit de grandes quantités de déchets solides et d'eaux usées à forte teneur en matières organiques.

## Utilisations

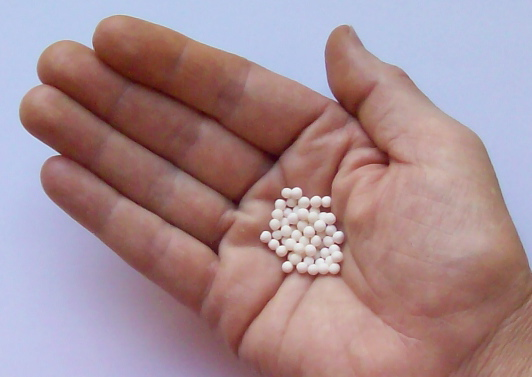
Perles de tapioca séchées.

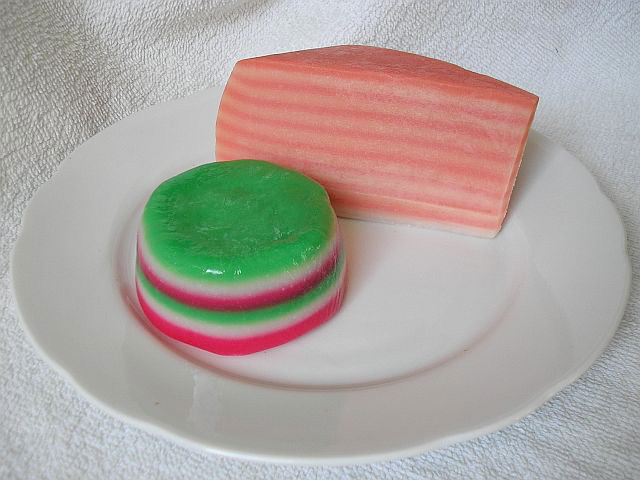
Kue lapis, flan indonésien au tapioca, appelé khanom chan en Thaïlande, littéralement dessert en couches.

### Asie
Des perles de tapioca sont utilisées en Chine continentale dans la confection de plats sucrés/salés pour le petit-déjeuner (sous forme de congee).
À Taïwan, on trouve du thé au lait aux perles de tapioca appelé « thé aux perles », boisson chaude ou boisson fraîche, aux perles de différentes tailles, et aux thés variés.

### Amérique
Le tapioca est utilisé dans les cuisines argentine, brésilienne, paraguayenne, bolivienne, péruvienne, mexicaine, guyanaise et colombienne.
Au Brésil, il sert à épaissir les sauces notamment dans la feijoada ou pour la préparation de crêpes salées ou sucrées ; au Mexique, pour faire un dessert semblable au riz au lait, en substituant le tapioca au riz, et également des chips de tapioca (en).

### Thaïlande
En Thaïlande, une entreprise utilise le tapioca pour produire des assiettes biodégradables.
Le tapioca sert aussi de lubrifiant pour les moteurs de véhicules thaïlandais sous une forme redissoute.[réf. nécessaire]

### Afrique
Cette section devrait être déplacée dans l'article Manioc.
Pour plus d’informations, se reporter en page de discussion. (juillet 2020)

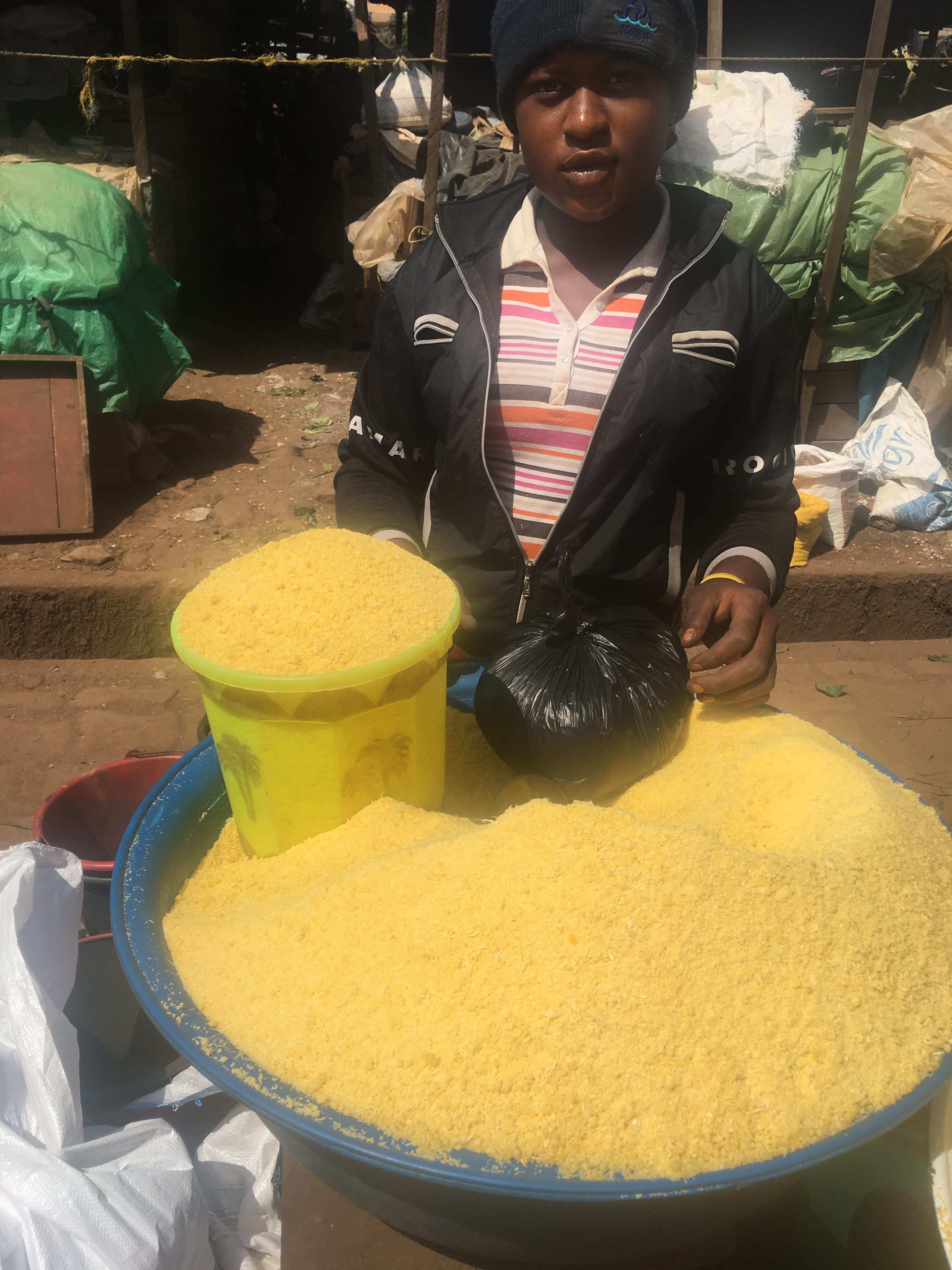
Gari, tapioca séché

Une multitude de recettes africaines existent, dont certaines avec les feuilles du manioc, comme au Congo :
- attiéké, plat de manioc fermenté en Côte d'Ivoire ;
- bâton de manioc, chikwangue ou miondo, tapioca roulé dans des feuilles de bananier au Congo et au Cameroun ;
- gari, farine de manioc, fermenté et séché au feu consommé au Niger, au Nigeria, au Bénin, au Togo, en Côte d'Ivoire, au Cameroun et au Burkina Faso ;
- foufou, farine de manioc au Congo et au Cameroun ;
- gozo, en République centrafricaine.

### Régime sans gluten
Le tapioca est utilisé par les personnes souffrant de maladie cœliaque pour remplacer les farines contenant du gluten.

## Valeur nutritionnelle
Sa richesse en glucide en fait une bonne alternative aux matières grasses pour la prise de poids. Il est riche en fibres et utile contre la constipation,.
Pour 100 g de tapioca :
- Calories : 350 kcal
- Protides : 1,50 g
- Lipides : 0,60 g
- Glucides : 86,00 g
- Contient de la vitamine C, du fer, du potassium, et du magnésium.

Le tapioca possède un intérêt organoleptique particulier, donnant une sensation en bouche identique à celle des matières grasses sans en avoir les inconvénients. Il ne contient pas de cellulose et ne ralentit pas la vidange gastrique.

### Recettes
- Tapioca au lait sur Wikibooks